# Boombox (groupe ukrainien)
Pour les articles homonymes, voir Boombox.
 (avril 2022).
Si vous disposez d'ouvrages ou d'articles de référence ou si vous connaissez des sites web de qualité traitant du thème abordé ici, merci de compléter l'article en donnant les références utiles à sa vérifiabilité et en les liant à la section « Notes et références ».
Boombox est un groupe ukrainien de funky groove. Il est fondé en 2004 par le vocaliste « Graffit » Andriy Khlyvniouk, et le guitariste du groupe « Tartak », Andriy « la Mouche » Samoïlo. La plupart des chansons sont écrites en ukrainien, avec des extraits en russe ou anglais, et certaines chansons entièrement dans l'une ou l'autre de ces deux langues.

## Histoire
Le groupe Boombox se forme au milieu de l'année 2004 à Kiev.
Il enregistre son premier album « Melomania » en avril 2005, en un temps record, dans les studios "Fuck! Submarin Studio".
En 2006 sort le deuxième album de Boombox, signé au sein du label "Moon Records" et intitulé « Family Business ». Il est disque d'Or en Ukraine avec plus de 100 000 exemplaires vendus. Très vite sortent les clips des chansons Qui étions-nous et Des fleurs dans les cheveux, réalisés par Victor Pridouvalov. La société de production cinématographique russe "AST" invite alors les musiciens à travailler sur la bande originale du film de Piotr Totchiline : Khottabytch. Cette dernière comprend cinq morceaux du premier album « Melomania », et un titre de « Family Business ».
À l'été 2007 les stations de radio russes diffusent le titre Вахтёрам (dans un lieu de travail - bureau, usine - personne chargée de distribuer les logements aux salariés). Le 19 septembre, Moon Records sort le mini-album « Prends-le » dont le titre tube Ta4to tourne en boucle sur les ondes radios moscovites. Le clip est réalisé par Volodymyr Iakymenko et la société "Pistolet Films".
Les maisons de disque russes s'intéressent de près au phénomène Boombox, et c'est finalement la société "Monolithe" qui obtient les droits de commercialisation des deux albums « Melomania » et « Family Business ». Les sorties sont prévues le 10 juin 2008. Monolithe assure la promotion du groupe en réalisant un ensemble complet de clips pour les titres des deux albums.
Fin décembre 2009 le groupe sort un nouvel album, en collaboration avec Tonik, DJ officiant à Kiev. L'album est publié en Ukraine sous le titre « Mélanges, mixages et autres parodies musicales ». L'édition russe, distribuée par Monolithe, sort le même jour. Il contient onze remixes d'anciennes chansons et un bonus, Come around, chanson interprétée en anglais.
Le 24 juin 2010, au « Crystal Hall » de Kiev, se tient la présentation du nouvel album, « All included », dans lequel se trouvent deux nouvelles chansons, deux reprises, ainsi que d'anciennes chansons non remaniées.
En février 2022, le chanteur principal, Andriy Khlyvniouk, annule sa tournée en Amérique du Nord et retourne en Ukraine pour se battre contre l'invasion russe,. Le chanteur enregistre une vidéo de lui sur Instagram où il chante. Le DJ The Kiffness remixe en mars 2022 ce morceau et lui donne une grande visibilité. Par la suite, Pink Floyd se réunit pour l'occasion en enregistrant une nouvelle chanson intitulée Hey Hey Rise Up en utilisant sa vidéo où il chante.

## Groupe

### Boombox
- Andriy Khlyvniouk — chant, textes
- Andriy « la Mouche » Samoïlo — guitare
- Valentyn « Valik » Matiouk — DJ
- Oleksiy Sohomonov — producteur
- Borys Hinjouk — directeur artistique
- Ihor Melnyk — ingénieur du son

### Famille Boombox
- Kirill « Cosmos » Vynohradov — réalisateur
- Oleksandr « Lioussik » Liouliakine — batterie
- Denys Levtchenko — guitare basse
- Anton « Tonik » Batourine — DJ (DJ officiel du groupe TNMK)

## Discographie

### Bandes originales de films
- 2006 — Khottabytch
- 2008 — La perle rouge de l'amour
- 2009 — La rupture